# Agapetes interdicta
Agapetes interdicta là một loài thực vật có hoa trong họ Thạch nam. Loài này được (Hand.-Mazz.) Sleumer mô tả khoa học đầu tiên năm 1939.